# Ida (margrabina austriacka)

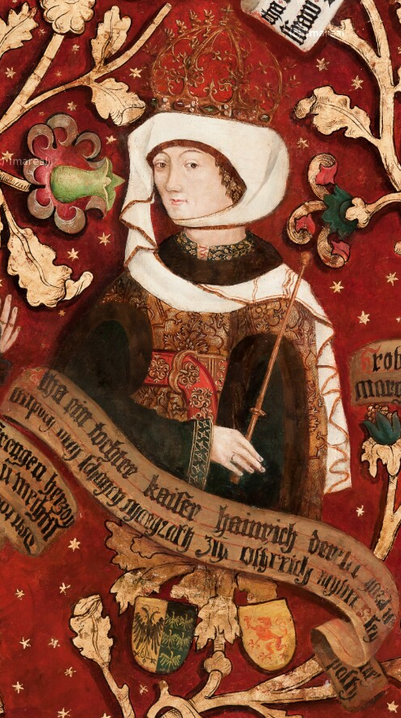
Ida na przedstawieniu z końca XV w.

Ida (Itha) (ur. ok. 1050, zm. prawdopodobnie we wrześniu 1101) – żona margrabiego austriackiego Leopolda II, uczestniczka krucjaty 1101 roku.

## Życiorys
Ida pochodziła z rodu hrabiów Cham lub hrabiów Formbach-Ratelnberg. W 1075 poślubiła margrabiego Austrii Leopolda II Pięknego, który zmarł w 1095. Ze związku tego pochodziły liczne dzieci, m.in. Leopold III Święty, margrabia austriacki, oraz Helbirga, żona księcia czeskiego Borzywoja II. 
W 1101 wzięła udział w wyprawie krzyżowej. Przyłączyła się do orszaku księcia bawarskiego Welfa I (który podążał do Ziemi Świętej razem z księciem Akwitanii Wilhelmem IX). Oddział został rozgromiony przez Turków na początku września pod Herakleją. Ida najprawdopodobniej zginęła podczas bitwy, choć w średniowieczu powstała legenda, zgodnie z którą została wzięta do niewoli, znalazła się w haremie i była matką atabega Zengiego.